# Enkel-nucleotide-polymorfie

DNA-molecuul 1 verschilt van DNA-molecuul 2 op één basepaar plaats (een C/T-polymorfisme)

Enkel-nucleotide-polymorfie (Engels: single-nucleotide polymorphism, SNP, uitgesproken als snip) is een variatie in het DNA - een polymorfie - van een enkele nucleotide lang. Op één plaats in het genoom kan dan bij verschillende mensen een ander nucleotide aangetroffen worden. Er wordt bijvoorbeeld van een SNP gesproken als de DNA-volgorde op een bepaalde plaats op een chromosoom zowel  AAGCCTA als AAGCTTA kan zijn. De variant die het minst voorkomt, is het minor allele. In het verleden diende een SNP bij ten minste 1% van een bepaalde populatie aangetroffen te worden om een SNP genoemd te mogen worden. Tegenwoordig wordt deze definitie niet meer gebruikt en de database dbSNP omvat ook vele SNP's met een frequentie van <1%. Een common SNP of vaak voorkomende SNP moet bij minimaal 10% van de populatie aanwezig zijn.
De betekenis van het aanwezig zijn van een SNP is vaak onduidelijk. De meeste zijn waarschijnlijk onschuldig, dat wil zeggen dat de zeldzame variant van de SNP géén voordeel maar ook géén nadeel oplevert voor het organisme. SNP's ontstaan door kopieerfoutjes in de DNA-replicatie en kunnen zich in de populatie handhaven en uitbreiden, juist omdat ze geen nadeel opleveren voor het organisme dat zo'n variant met zich meedraagt.
Ongeveer 90% van alle genetische variaties in het menselijke genoom zijn SNP's. Er wordt tegenwoordig geschat dat een mens op elke 1300 nucleotiden in zijn DNA een SNP heeft en dat er zo'n vijf miljoen verspreid over het hele menselijke genoom aanwezig zijn. SNP's zijn niet regelmatig over het genoom verdeeld, maar komen vooral veel voor in bepaalde gebieden. Bij twee derde van de SNP's is de nucleotide cytosine vervangen door de nucleotide thymine.
Er worden nog steeds nieuwe SNP's ontdekt door middel van het sequencen van de DNA-volgorde bij verschillende personen uit verschillende populaties. Als een SNP eenmaal gevonden is, kan hij bij een grotere groep personen vaak met behulp van een reactie met een restrictie-enzym bepaald worden, al worden tegenwoordig ook snellere en modernere technieken gebruikt voor het bepalen van de status van een SNP bij een persoon (dit heet ook wel genotyperen ofwel het genotype bepalen).
SNP's kunnen gebruikt worden bij het maken van genetische vingerafdrukken en bij het bepalen van bloedverwantschap. Ook worden ze gebruikt in wetenschappelijk onderzoek, waarbij onderzocht wordt of bepaalde DNA-variaties invloed hebben op de gevoeligheid voor een ziekte, of bijvoorbeeld op de gevoeligheid voor bijwerkingen van medicijnen.